# Phare de Pianosa
Le phare de Pianosa (en italien : Faro di Pianosa) est un phare actif situé sur l'île de Pianosa (Archipel toscan) faisant partie du territoire de la commune de Campo nell'Elba sur l'île d'Elbe (province de Livourne), dans la région de Toscane en Italie. Il est géré par la Marina Militare et le Parc national de l'archipel toscan.

## Histoire
Le phare, mis en service le 1er octobre 1865, fut érigé du côté est de l'île.
Il est entièrement automatisé et alimenté par le réseau électrique.

## Description
Le phare  est une tour cylindrique en maçonnerie de 19 m de haut, avec galerie et lanterne, surmontant un bâtiment de deux étages. La tour est peinte en blanc, ainsi que le bâtiment, et le dôme de la lanterne est gris métallique. Il émet, à une hauteur focale de 42 m, deux longs éclats blancs de 10 secondes. Sa portée est de 16 milles nautiques (environ 30 km) pour le feu principal et 10 milles nautiques (environ 19 km) pour le feu de veille.
Identifiant : ARLHS : ITA-261 ; EF-2088 - Amirauté : E1448 - NGA : 8968 .

## Caractéristiques dufeu maritime
Fréquence : 10 secondes (W-W)
- Lumière : 1,5 seconde
- Obscurité : 2 secondes
- Lumière : 1,5 seconde
- Obscurité : 6 secondes

|                 |
| Archipel Toscan |

|                |
| Île de Pianosa |

### Lien connexe
- Liste des phares de l'Italie